# 米兰第一商城
米兰第一商城(意大利语：INGROSSO UNO)是坐落于意大利米兰郊区Lacchiarella市的一个批发商业中心。

## 概述
商城内大部分商家为中国国籍的商人，经营项目为服饰、配饰、皮具、鞋类、家纺等非食品产品。